# Kaffertoko
Kaffertoko (latin: Tockus leucomelas), også kendt som "Den flyvende banan" tilhører ordenen Bucerotiformes, der samler alle næsehornsfugle. 
Fuglen er yderst almindelig i den sydlige del af Afrika, hvor den blandt stammerne bliver set som en religiøs fugl.
| Fugl | Spire Denne artikel om fugle er en spire som bør udbygges. Du er velkommen til at hjælpe Wikipedia ved at udvide den. |

- Wikimedia Commons har flere filer relateret til Kaffertoko